# نايجل وورثينجتون
نايجل وورثينجتون (بالإنجليزية: Nigel Worthington)‏ (4 نوفمبر 1961 بيليمينا المملكة المتحدة - ) هو لاعب كرة قدم بريطاني، يلعب كمدافع.

## مسيرته الكروية
لعب نايجل وورثينجتون خلال مسيرته الاحترافية مع 6 أندية في تسعة عشر موسمًا وسجل خلالها 17 هدفًا ضمن 469 مباراة. حيث فاز في موسم واحد بالكأس ولم يفز بأي دوري.
خاض نايجل وورثينجتون مسيرته مع نادي بيليمينا يونايتد في موسم 1980–81 لمدة موسم واحد، لم يشارك في أي مباراة ولم يسجل أي هدف. ثم انتقل إلى نادي نوتس كاونتي في موسم 1981–82 واستمر معه طيلة ثلاثة مواسم، حيث شارك في 67 مباراة سجل خلالها 4 أهداف. لينتقل بعدها إلى نادي شيفيلد وينزداي في موسم 1983–84 ليلعب معه أحد عشر موسمًا، مشاركًا في 338 مباراة سجل خلالها 12 هدفًا. ثم انتقل إلى نادي ليدز يونايتد في موسم 1994–95 ولمدة موسمين، مشاركًا في 43 مباراة سجل خلالها هدفًا واحدًا. هذا وانتقل لاحقًا إلى نادي ستوك سيتي في موسم 1996–97 لمدة موسم واحد، مشاركًا في 12 مباراة ولم يسجل أي هدف. ثم انتقل بعدها إلى نادي بلاكبول في موسم 1997–98 لمدة موسم واحد، مشاركًا في 9 مباريات ولم يسجل أي هدف أيضًا.

## وصلات خارجية
نايجل وورثينجتون على موقع قاعدة بيانات كرة القدم.إي يو (الإنجليزية)
- نايجل وورثينجتون على موقع ناشيونال فوتبول تيمز (الإنجليزية)
- نايجل وورثينجتون على موقع Soccerbase.com (لاعب) (الإنجليزية)
- نايجل وورثينجتون على موقع Soccerbase.com (مدرب) (الإنجليزية)
- نايجل وورثينجتون على موقع عالم كرة القدم.نت (الإنجليزية)